# 下川誠吾
下川 誠吾（しもかわ せいご、1975年11月17日 - ）は、兵庫県尼崎市出身の元プロサッカー選手。現役時代のポジションはゴールキーパー。

## 人物
中学生の時にサッカーを始める。その後は北陽高校を経て、桃山学院大学に進学し体育会サッカー部に入部。2年次（1995年）の夏にセレッソ大阪の練習に参加し、翌1996年にC大阪に加入した。武田治郎や武田亘弘らを抑え、110試合連続先発出場を果たすなど 長年正GKを務めていたが、2003年途中から若手の多田大介の台頭により出場機会が減少。シーズン終了後に戦力外通告を受け、C大阪を退団した。
2004年、川崎フロンターレへ移籍。同年は終盤に吉原慎也に代わってレギュラーとなった。J1昇格した2005年は開幕戦含め3試合連続で先発起用されたが、第4節以降は相澤貴志が正GKとなり、その後はリーグ戦の出場機会は無かった。契約満了により同年を以て川崎を退団。
2006年、西川周作以外のGKが全て退団していた大分トリニータに移籍。同年は控えとしてのベンチ入りが中心であったが、シーズン終盤に西川が負傷離脱しリーグ戦4試合に出場した。2007年は西川の負傷やそれに伴うコンディション不良もあって、レギュラー奪取に成功し23試合に出場した。
2008年の序盤はカップ戦要員で、リーグ戦では中々出場機会を得られずにいたが、西川の北京オリンピック代表選出後はその代役を務め、五輪終了後の9月13日の浦和レッズ戦で西川が負傷離脱 すると、以降は正GKを務めた。11月1日の清水エスパルスとのナビスコ杯決勝にも出場し、無失点に抑え優勝に貢献した。
2009年はリーグ戦は西川が全試合フル出場を果たした為プロ1年目以来の出場無しに終わり、ナビスコ3試合・天皇杯1試合の出場にとどまった。ただ、天皇杯2回戦横河武蔵野FC戦ではPK戦にて3本のシュートを止める活躍を見せ、勝利の立役者となった。
J2に降格し西川がサンフレッチェ広島に移籍した2010年は、背番号を1に変更。リーグ中盤戦まで先発出場を続けるも、後半からは清水圭介の台頭により出場機会が減少。シーズン終了後に戦力外通告を受けた。
同年限りで現役を引退し、ヴィッセル神戸アカデミースクールコーチに就任。
2024年からは神戸からの指導者派遣として、神戸学院大学サッカー部監督に就任した。

## 所属クラブ
- 1988年 - 1990年 尼崎市立大庄東中学校
- 1991年 - 1993年 北陽高等学校
- 1994年 - 1996年 桃山学院大学
- 1996年 - 2003年 セレッソ大阪
- 2004年 - 2005年 川崎フロンターレ
- 2006年 - 2010年 大分トリニータ

## 個人成績
| 国内大会個人成績 | 国内大会個人成績 | 国内大会個人成績 | 国内大会個人成績 | 国内大会個人成績 | 国内大会個人成績 | 国内大会個人成績 | 国内大会個人成績 | 国内大会個人成績 | 国内大会個人成績 | 国内大会個人成績 | 国内大会個人成績 |
| 年度             | クラブ           | 背番号           | リーグ           | リーグ戦         | リーグ戦         | リーグ杯         | リーグ杯         | オープン杯       | オープン杯       | 期間通算         | 期間通算         |
| 年度             | クラブ           | 背番号           | リーグ           | 出場             | 得点             | 出場             | 得点             | 出場             | 得点             | 出場             | 得点             |
| 日本             | 日本             | 日本             | 日本             | リーグ戦         | リーグ戦         | リーグ杯         | リーグ杯         | 天皇杯           | 天皇杯           | 期間通算         | 期間通算         |
| ---------------- | ---------------- | ---------------- | ---------------- | ---------------- | ---------------- | ---------------- | ---------------- | ---------------- | ---------------- | ---------------- | ---------------- |
| 1996             | C大阪            | -                | J                | 0                | 0                | 0                | 0                | 0                | 0                | 0                | 0                |
| 1997             | C大阪            | 23               | J                | 17               | 0                | 0                | 0                | 2                | 0                | 19               | 0                |
| 1998             | C大阪            | 1                | J                | 34               | 0                | 2                | 0                | 1                | 0                | 37               | 0                |
| 1999             | C大阪            | 1                | J1               | 30               | 0                | 2                | 0                | 2                | 0                | 34               | 0                |
| 2000             | C大阪            | 1                | J1               | 30               | 0                | 0                | 0                | 1                | 0                | 31               | 0                |
| 2001             | C大阪            | 1                | J1               | 17               | 0                | 0                | 0                | 5                | 0                | 22               | 0                |
| 2002             | C大阪            | 1                | J2               | 32               | 0                | -                | -                | 4                | 0                | 36               | 0                |
| 2003             | C大阪            | 1                | J1               | 11               | 0                | 3                | 0                | 5                | 0                | 19               | 0                |
| 2004             | 川崎             | 21               | J2               | 3                | 0                | -                | -                | 2                | 0                | 5                | 0                |
| 2005             | 川崎             | 21               | J1               | 3                | 0                | 2                | 0                | 0                | 0                | 5                | 0                |
| 2006             | 大分             | 16               | J1               | 5                | 0                | 1                | 0                | 1                | 0                | 7                | 0                |
| 2007             | 大分             | 16               | J1               | 23               | 0                | 4                | 0                | 0                | 0                | 27               | 0                |
| 2008             | 大分             | 16               | J1               | 13               | 0                | 6                | 0                | 0                | 0                | 19               | 0                |
| 2009             | 大分             | 16               | J1               | 0                | 0                | 3                | 0                | 1                | 0                | 4                | 0                |
| 2010             | 大分             | 1                | J2               | 24               | 0                | -                | -                | 1                | 0                | 25               | 0                |
| 通算             | 日本             | 日本             | J1               | 183              | 0                | 23               | 0                | 18               | 0                | 224              | 0                |
| 通算             | 日本             | 日本             | J2               | 59               | 0                | -                | -                | 7                | 0                | 66               | 0                |
| 総通算           | 総通算           | 総通算           | 総通算           | 242              | 0                | 23               | 0                | 25               | 0                | 290              | 0                |

※1996年は変動背番号制
- リーグ戦初出場 - 1997年7月16日 1st第16節 ヴィッセル神戸戦（神戸総合運動公園ユニバー記念競技場）

## タイトル

### クラブ
川崎フロンターレ
- J2リーグ（2004年）

大分トリニータ
- Jリーグカップ（2008年）

## 指導歴
- 2011年 - ヴィッセル神戸
  - 2011年 アカデミースクールコーチ
  - 2013年 - 2016年 伊丹U-15 コーチ（GK担当）
  - 2017年 - ????年 U-18 コーチ（GK担当）
  - 2021年 - 2023年 スクールコーチ
  - 2024年 - 神戸学院大学サッカー部 監督（指導者派遣）